# The Other Side (canción de Sirenia)
«The Other Side» es una canción del álbum Nine Destinies and a Downfall de Sirenia, publicada como un vídeo promcional del disco y no como un sencillo en marzo de 2007. 
En este vídeo aparece la cantante danesa Monika Pedersen. Como segundo guitarrista se observa a Bjørnar Landa, a pesar de que no contribuyó con la grabación del disco.

## Video musical
Antes del lanzamiento del álbum, Sirenia viajó a Serbia y Montenegro y grabó dos vídeos musicales con el equipo de iCODE Team Producctions. Junto con "My Mind's Eye ", grabaron "The Other Side". Ambos fueron los primeros de la banda.
El video musical de "The Other Side" fue grabado por Nuclear Blast. El mismo se sitúa en un ambiente muy helado y oscuro en el que hay un fantasma, mientras está toda la banda tocando. Luego aparece Monika Pedersen y empieza a caminar hasta que sus pies se congelan y aparece una niña que está a su lado. Luego se va a una zona llena de fantasmas. Al final del video la niña se va con el fantasma y la banda se queda congelada.

## Créditos
- Morten Veland – Guitarra, Bajo, Teclado, Programaciones
- Monika Pedersen – Voz
- Jonathan Pérez – Batería

### Músicos de sesión
- The Sirenian Choir : Damien Surian, Mathieu Landry, Emmanuelle Zoldan, Sandrine Gouttebel – Coro

- Datos: Q6144982